# Milavac
Milavac (cyr. Милавац) – wieś w Serbii, w okręgu kolubarskim, w gminie Ljig. W 2011 roku liczyła 211 mieszkańców.